# 蓬泰莱恰站
蓬泰莱恰站（[pɔ̃te lɛtʃa]）是法国的一个铁路车站，位于法国上科西嘉省的小镇莫罗萨利亚东部的村庄蓬泰莱恰。该站位于科西嘉岛上，不与法国本土的铁路网连接。

## 位置
蓬泰莱恰站位于法国科西嘉岛中部。车站大致呈南北走向，开口朝东。国道N193线和N197线在车站附近交汇。
蓬泰莱恰站也是科西嘉岛上唯一的换乘车站，前往阿雅克肖、巴斯蒂亚和卡尔维三个不同方向的铁路在此交汇。

## 运营
蓬泰莱恰站由科西嘉铁路公司（Chemin de fer de la Corse，简称CFC）运营，不与法国国家铁路公司（SNCF）联网，站内也只出售科西嘉境内的车票。

## 停靠线路
以下列车线路在蓬泰莱恰站停靠：
| 蓬泰莱恰站列车线路表     |              |          |            |              |
| 线路                     | 车种         | 上一站   | 下一站     | 大致运行频率 |
| 巴斯蒂亚—科尔泰/阿雅克肖 | Grande Ligne | 蓬泰诺武 | 弗兰卡尔多 | 每天3~6趟    |
| 巴斯蒂亚—卡尔维          | Grande Ligne | 蓬泰诺武 | 彼得拉尔巴 | 每天1~2趟    |
| 1.                       |              |          |            |              |

## 配套交通

### 城际客运
| 停靠蓬泰莱恰站的大巴车 |                                |                                                                       |
| 上下车地点             | 运营单位                       | 主要目的地                                                            |
| 蓬泰莱恰站门口         | 科西嘉公共交通公司 Corsica Bus | 阿雅克肖、卡尔维、巴斯蒂亚                                            |
| 蓬泰莱恰站门口         | CFC                            | （当某条铁路线施工或罢工时，CFC可能会提供途径该线路沿途站点的大巴车） |
| 1. 2. 3.               |                                |                                                                       |

### 城市公共交通
蓬泰莱恰站附近暂无城市公共交通。

## 临近车站
| 蓬泰莱恰站（Gare de Ponte-Leccia） |                        |                      |
| 上行车站                           | 线路                   | 下行车站             |
| 蓬泰诺武站 7.6km ←                 | 巴斯蒂亚－阿雅克肖铁路 | 弗朗卡尔多站 → 7.9km |
| （起点）                           | 蓬泰莱恰－卡尔维铁路   | 皮耶特拉尔巴站 → 6km |
| - 本表仅显示运营中的线路及车站     |                        |                      |